# Méreuil
Méreuil [meʁœj] ist eine französische Gemeinde im Département Hautes-Alpes in der Region Provence-Alpes-Côte d’Azur. Sie gehört zum Kanton Serres im Arrondissement Gap.

## Geografie
Im Osten bildet der Wildwasserfluss Buëch weitgehend die Grenze zu Le Bersac und Montrond. Auf der Seite von Méreuil nimmt er Bäche wie den Torrent de Primourinc und den Torrent de Rabasse auf. Die weiteren Nachbargemeinden sind Serres im Norden, Trescléoux im Süden, Chanousse im Südwesten und Montclus im Nordwesten.

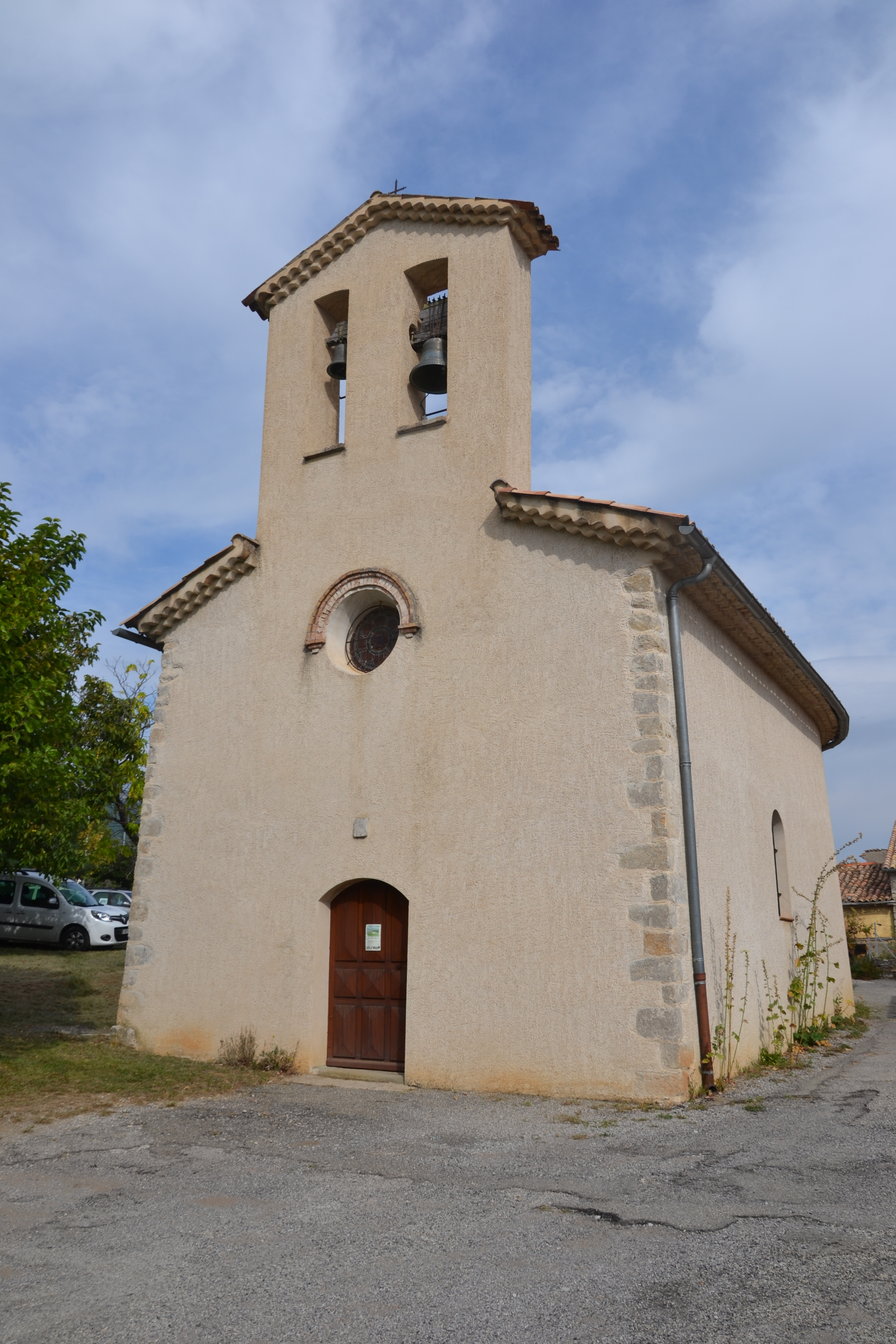
Kirche Saint-Firmin

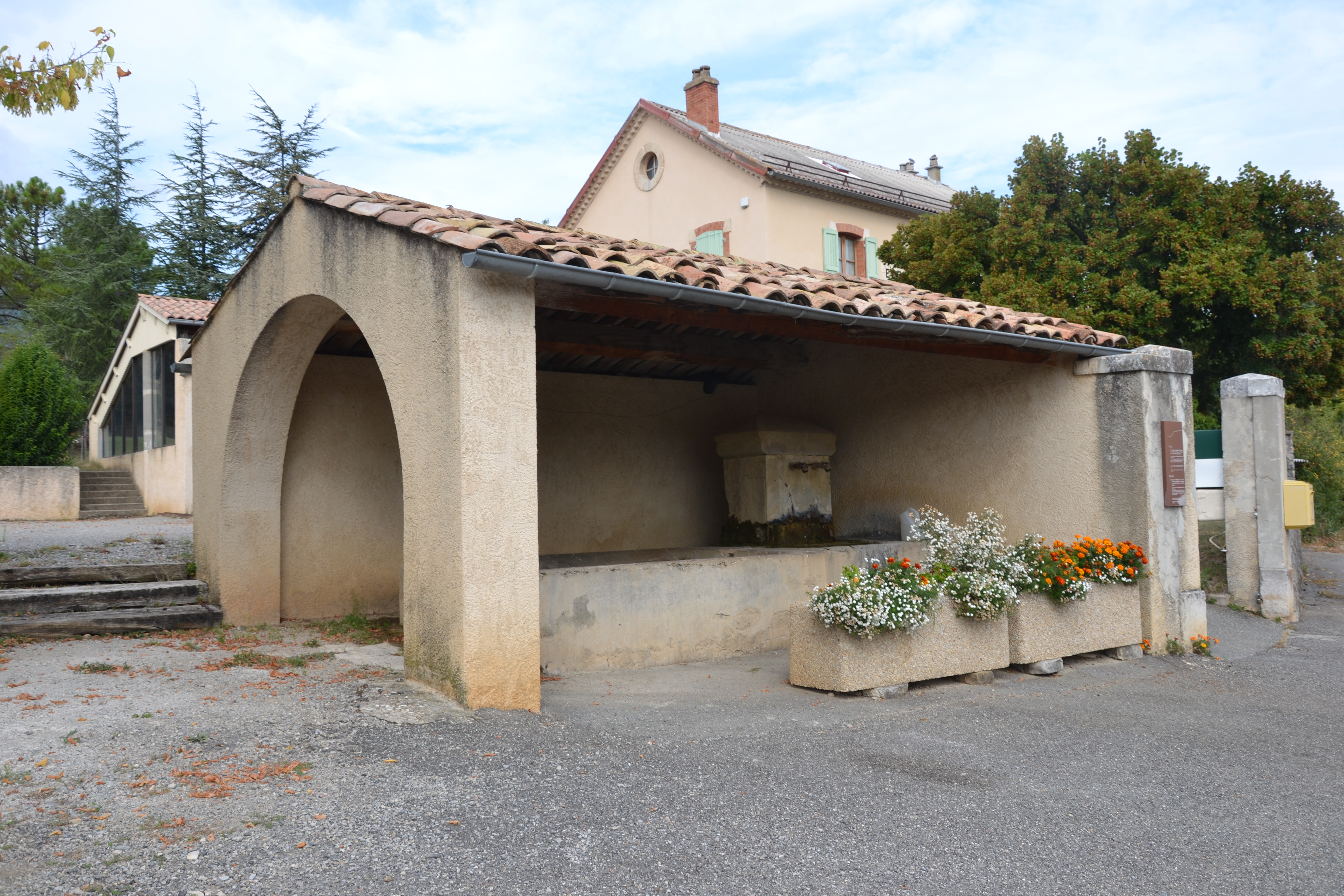
Lavoir (Waschhaus)

## Bevölkerungsentwicklung
| Jahr      | 1962 | 1968 | 1975 | 1982 | 1990 | 1999 | 2008 | 2012 |
| --------- | ---- | ---- | ---- | ---- | ---- | ---- | ---- | ---- |
| Einwohner | 93   | 95   | 80   | 83   | 104  | 78   | 85   | 88   |